# 오쿠마촌 (미야기현)
오쿠마촌(逢隈村)은 1955년까지 미야기현 와타리군의 북부에 있던 촌이다.

## 역사
- 1889년 4월 1일 - 정촌제 시행에 수반해 14촌의 구역으로 대폭 확장해 오쿠마촌이 성립하였다.
- 1955년 2월 1일 - 와타리 정, 아라하마 촌, 요시다 촌과 합병해 와타리정이 되었다.

## 지역

### 인구
| 1920년 | 6,426명 |  |
| 1925년 | 6,730명 |  |
| 1930년 | 7,162명 |  |
| 1935년 | 7,380명 |  |
| 1940년 | 7,237명 |  |
| 1947년 | 8,942명 |  |
| 1950년 | 9,204명 |  |

※국제조사로부터

## 교통

### 철도
- 일본국유철도 조반선

### 도로
- 국도 6호선